# Wetmorella
Wetmorella is een geslacht van straalvinnige vissen uit de familie van de lipvissen (Labridae). Het geslacht is voor het eerst wetenschappelijk beschreven in 1928 door Fowler & Bean.

## Soorten
- Wetmorella albofasciata Schultz & Marshall, 1954
- Wetmorella nigropinnata (Seale, 1901)
- Wetmorella tanakai Randall & Kuiter, 2007